# Castell d'Alba
El castell d'Alba de Somiedo és una fortalesa situada als voltants de Pola de Somiedo, en el concejo de Somiedo, a Astúries.
Aquest castell medieval, que es creu que pertany al segle xiii, se situa a la Serra de Perlunes i actualment està en ruïnes. Només es conserven restes de la muralla, la torrassa i el fossat.
El seu primer esment documental data de 1272. A mitjan segle xv, Martín de Quirós reedificà la fortalesa, que va passar, per compra, a les mans de Diego Fernández de Quiñones, primer comtat de Luna, que el 1480 la va prendre per la força de les armes, en el context de les lluites d'aquest noble amb el concejo de Somiedo i el seu primer Diego de Quiñones y Tovar, que provocarien la intervenció dels Reis Catòlics, que van eliminar tots els seus privilegis el 1496, per incorporar el concejo al domini reial.